# Campionati europei di ciclocross - Gara femminile Juniors
La gara femminile Juniors è una delle prove disputate durante i Campionati europei di ciclocross. Aperta alle cicliste della categoria Juniores (17 e 18 anni di età), si svolge dall'edizione 2019 della rassegna.

## Albo d'oro
Aggiornato all'edizione 2024.
| Anno | Vincitrice                            | Seconda                               | Terza                                 |
| ---- | ------------------------------------- | ------------------------------------- | ------------------------------------- |
| 2019 | Puck Pieterse                         | Olivia Onesti                         | Shirin van Anrooij                    |
| 2020 | annullata per la pandemia di COVID-19 | annullata per la pandemia di COVID-19 | annullata per la pandemia di COVID-19 |
| 2021 | Zoe Bäckstedt                         | Leonie Bentveld                       | Nienke Vinke                          |
| 2022 | Lauren Molengraaf                     | Valentina Corvi                       | Xaydee Van Sinaey                     |
| 2023 | Célia Gery                            | Cat Ferguson                          | Viktória Chladoňová                   |
| 2024 | Anja Grossmann                        | Barbora Bukovská                      | Giorgia Pellizotti                    |

## Medagliere
| Pos.   | Nazione       | Oro | Argento | Bronzo | Totale |
| ------ | ------------- | --- | ------- | ------ | ------ |
| 1      | Paesi Bassi   | 2   | 1       | 2      | 5      |
| 2      | Francia       | 1   | 1       | 0      | 2      |
| 2      | Gran Bretagna | 1   | 1       | 0      | 2      |
| 4      | Svizzera      | 1   | 0       | 0      | 1      |
| 5      | Italia        | 0   | 1       | 1      | 2      |
| 6      | Rep. Ceca     | 0   | 1       | 0      | 1      |
| 7      | Belgio        | 0   | 0       | 1      | 1      |
| 7      | Slovacchia    | 0   | 0       | 1      | 1      |
| Totale | Totale        | 5   | 5       | 5      | 15     |